# Frankel Brewster
Frankel R. Brewster is een Surinaams arts en politicus. Hij is districtsarts in Coronie en was van 2005 tot 2010 lid van De Nationale Assemblée (DNA) voor de Nationale Partij Suriname (NPS).

## Biografie
Brewster zou als arts in 1996 tijdelijk de praktijk in Coronie waarnemen. In 2003 besloot hij in overleg met zijn gezin ook te verhuizen naar Coronie. Toen er in 2004 perikelen speelden rond de  NPS'er uit Coronie, Harold Bendt, en de NPS naar nieuwe leden zocht, werd Brewster gevraagd de verkiezingscampagne te coördineren. In 2005 woonde hij inmiddels twee jaar in het district, wat lang genoeg was om voorgedragen te worden voor de kieslijst. Hij werd vervolgens lijsttrekker en werd tijdens de verkiezingen van dat jaar voor de NPS gekozen in DNA. Zijn betrekking als districtsarts bleef hij ernaast doen.
In 2006 kwam de Tata Collinschool in het nieuws doordat scholieren in trance raakten. Brewster kreeg hier als arts en vader mee te maken. In die tijd haalde hij zijn zoon van school toen die dezelfde klachten kreeg. Tijdens zijn parlementsperiode was het verlengen van de zeedijk in Coronie een van zijn speerpunten. Het ontbreken ervan zorgde voor een bedreiging van land door het zeewater, waardoor de lokale economie belemmerd werd. In maart 2010 werd bereikt dat de dijk tot Burnside werd verlengd. Daarnaast richtte hij zich op werkgelegenheid, de stimulering van kleine ondernemingen, met name in de landbouw, en de uitbreiding van scholingsmogelijkheden.
Na zijn eerste termijn stelde hij zich opnieuw verkiesbaar tijdens de verkiezingen van 2010. Beide zetels gingen naar de Megacombinatie, waardoor Brewster niet herkozen werd in DNA.